# Felix Dekowski
Felix Dekowski, polnisch: Feliks Dekowski, (* 30. Januar 1827 in Grabau, Landkreis Löbau (Westpreußen); † 8. Mai 1876) war Jurist und Mitglied des Konstituierenden Reichstags des Norddeutschen Bundes.

## Leben
Dekowski besuchte das Gymnasium zu Kulm und studierte von 1849 bis 1852 in Berlin. 1859 wurde er Gerichtsassessor und seit Oktober 1861 war er Kreisrichter in Neustadt.
Von Herbst 1861 bis 1867 war er Mitglied des Preußischen Abgeordnetenhauses und 1867 war er Mitglied des Konstituierenden Reichstags des Norddeutschen Bundes für den Wahlkreis Marienwerder 6 (Konitz) und die Polnische Fraktion.
1871 wurde er zum Kreisgerichtsrat ernannt und 1872 ließ er sich in Danzig als Rechtsanwalt und Notar nieder.